# NGC 3250
NGC 3250 este o galaxie eliptică situată în constelația Mașina Pneumatică. A fost descoperită în 1 februarie 1835 de către John Herschel. Se află la o distanță de 43,25 de megaparseci de Pământ.